# Dastarcus cyprianus
Dastarcus cyprianus is een keversoort uit de familie knotshoutkevers (Bothrideridae). De wetenschappelijke naam van de soort werd in 1989 gepubliceerd door Roger Dajoz.